# Přísečnice (potok)
Přísečnice (německy Preßnitz) je potok v Krušných horách v okrese Chomutov. Pramení asi jeden kilometr severozápadně od Horní Halže v nadmořské výšce 886 metrů.
Zpočátku teče směrem na severovýchod, míjí Měděnec a zaniklé Mezilesí a vtéká do vodní nádrže Přísečnice, jejíž hráz se nachází na říčním kilometru 3,7 (od státní hranice). Pod hrází přehrady protéká vesnicí Kryštofovy Hamry, pod kterými v nadmořské výšce 625 metrů opouští Českou republiku. Délka české části toku je 14,3 kilometrů a plocha povodí měří 58,3 km².
V Německu teče protáhlým obloukem k severu a jižně od Wolkensteinu se v nadmořské výšce 395 metrů. vlévá zprava do řeky Zschopau. Protéká vesnicemi Schmalzgrube, Steinbach, Niedersmiedeberg a Streckewalde. Energie vody zde poháněla několik hamrů, které zpracovávaly železnou rudu z okolních dolů. Mezi vesnicemi Smalzgrube a Steinbach vede údolím řeky obnovený úsek úzkokolejné Přísečnické dráhy a cyklostezka, která pokračuje až do Wolkensteinu.
V Česku je jediným větším přítokem Hamerský potok dlouhý 3,6 kilometru, který pramení na východním okraji Měděnce a do Přísečnice se vlévá zprava ještě před vodní nádrží, do které se také zprava vlévá menší Požární potok dlouhý 2,5 kilometru. Největším přítokem německé části toku je Černá voda.